# Michael Graves

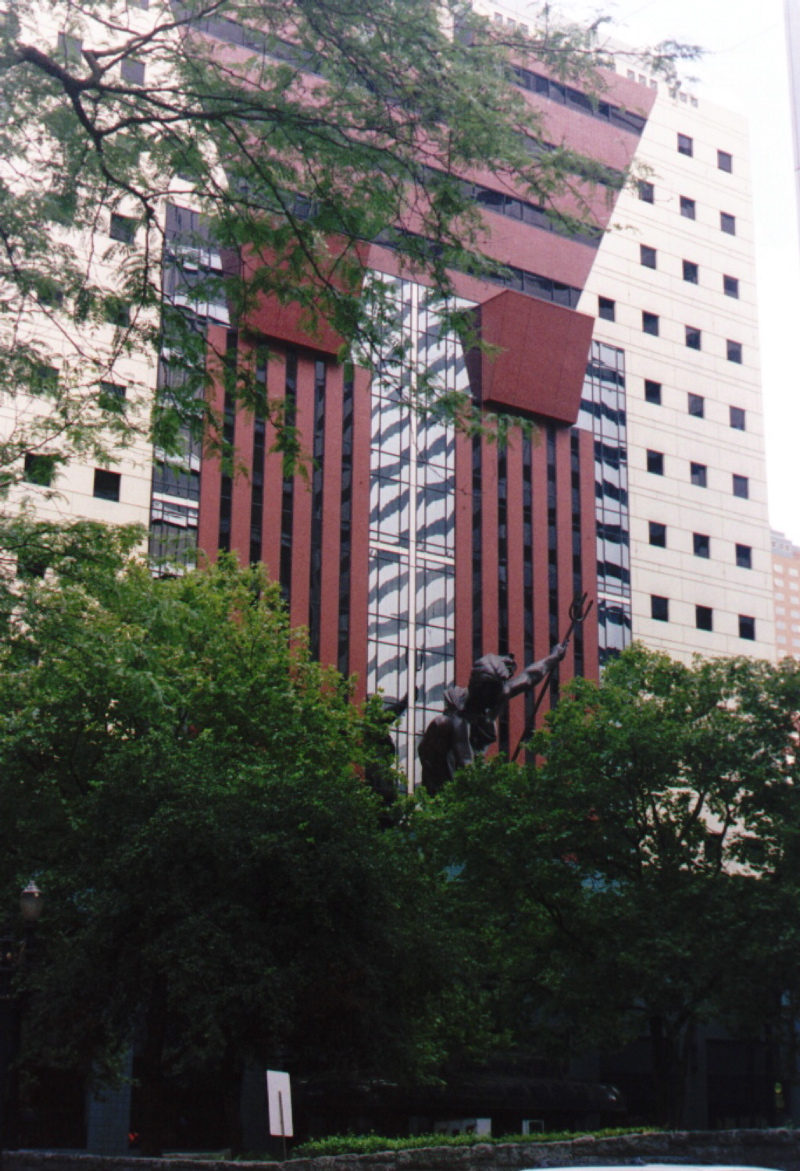
Portland Public Service Building, ritad av Michael Graves.

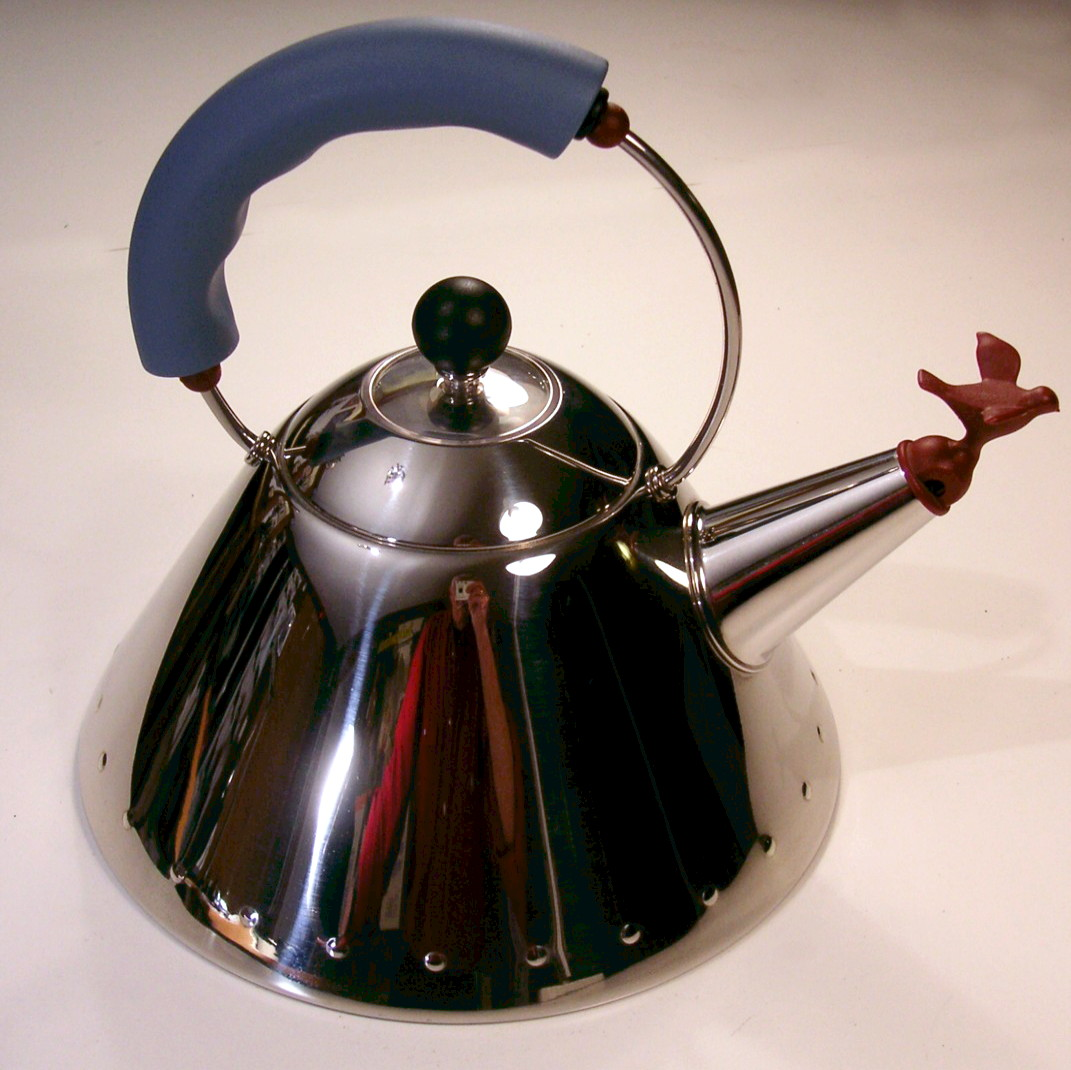
Michael Graves vattenkittel 9093.

Michael Graves, född 9 juli 1934 i Indianapolis i Indiana, död 12 mars 2015 i Princeton i New Jersey, var en amerikansk arkitekt, formgivare och konstnär.
Graves var utbildad vid University of Cincinnati och Harvard, och var verksam som självständig arkitekt och professor vid Princeton. Han var en av medlemmarna i New York Five respektive Memphis Group.
Han skapade på 1970-talet en postmodern, nyklassisk stil, som gärna ironiserade den arkitektoniska rationalism som Le Corbusier introducerade på 1920-talet. Hans Portland Public Office Building brukar anges som postmodernismens genombrott med sin eklekticism och sitt humoristiska förhållningssätt. Han ritade en mängd framträdande byggnader, ofta i en egen färgskala av ljusa pastellfärger. Han gjorde sig även känd som designer; han formgav 1984 för italienska Alessi en vattenkittel med fågelvissla, Bollitore 9093. Under sina sista år inledde han även ett konstnärskap med framförallt landskapsmåleri i samma ljusa pastelltoner.

## Verk i urval
- Alexander House, Princeton, New Jersey, USA, 1971–1973
- Crooks House, Fort Wayne, Indiana, USA, 1976
- Hanselmann House, Fort Wayne, Indiana, USA, 1967
- Portland Public Offive Building, Portland, Oregon, USA, 1980
- Offentligt bibliotek, San Juan Capistrano, Kalifornien, USA, 1981–1983
- Humana Building, Louisville, Kentucky, USA, 1982
- Ten Peachtree Place, Atlanta, Georgia, USA, 1990
- Team Disney Building, Burbank, Kalifornien, USA, 1991
- Michael C. Carlos Museum, Emory University, Atlanta, Georgia, USA, 1993
- Engineering Research Center, University of Cincinnati, Ohio, USA, 1994–1995
- Bryan Hall, University of Virginia, Charlottesville, Virginia, USA, 1995
- Martel College, Rice University, Houston, Texas, USA, 2002
- Tillägg till East Residential College complex, Rice University, Houston, Texas, USA, 2002